# Bundesautobahn 65
Bundesautobahn 65 (em português: Auto-estrada Federal 65) ou A 65, é uma auto-estrada na Alemanha.
A Bundesautobahn 65 tem 60 km de comprimento.

## Estados
Estados percorridos por esta auto-estrada:
- Renânia-Palatinado